# لاست سیتی (کالیفرنیا)
لاست سیتی (به انگلیسی: Lost City) یک منطقهٔ مسکونی در ایالات متحده آمریکا است که در شهرستان کالاوراس، کالیفرنیا واقع شده‌است. لاست سیتی ۳۲۱ متر بالاتر از سطح دریا قرار دارد.